# Ovoo

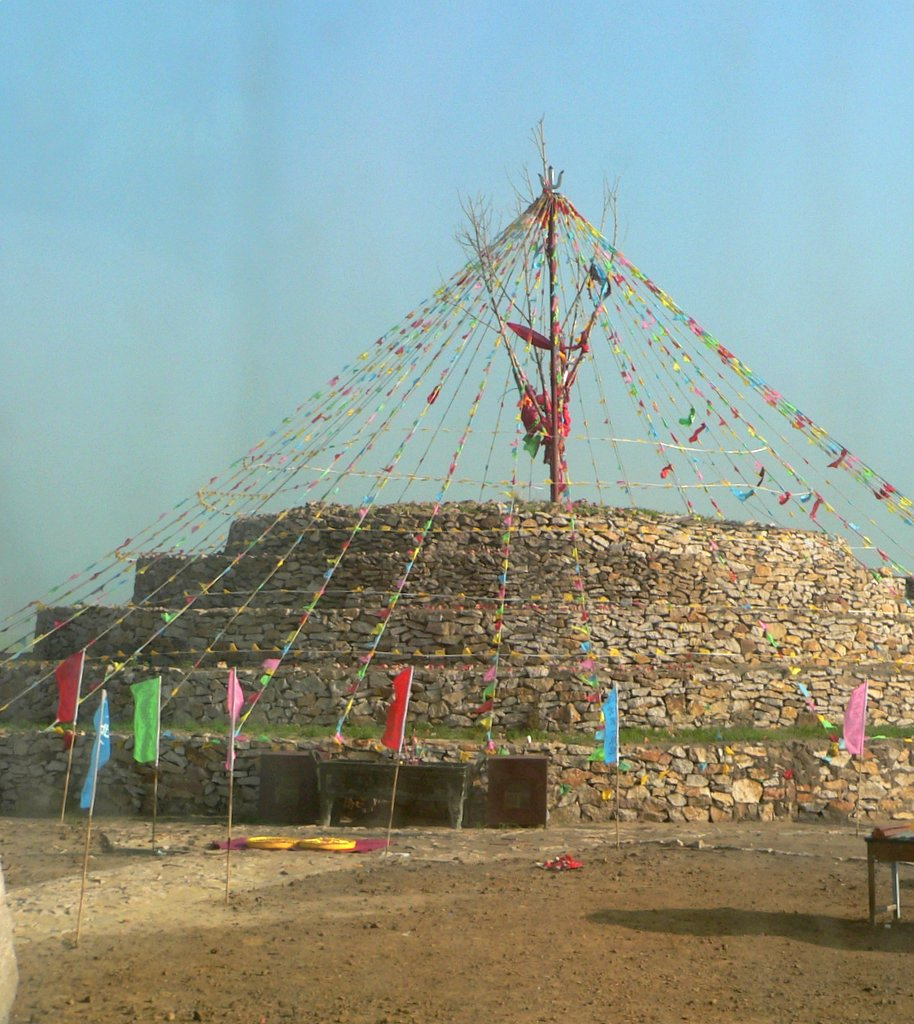
Ovoo en Mongolie-Intérieure (Chine).

Un ovoo (mongol : ᠣᠪᠤᠭ᠎ᠠ, VPMC : öbôɣɣa, cyrillique : овоо, MNS : ovoo), signifiant « talus de pierre », parfois orthographié obo, est un cairn utilisé au sein de la culture chamanique mongole, notamment pour les sacrifices d'animaux aux déités des montagnes.

## Aire de diffusion et usages

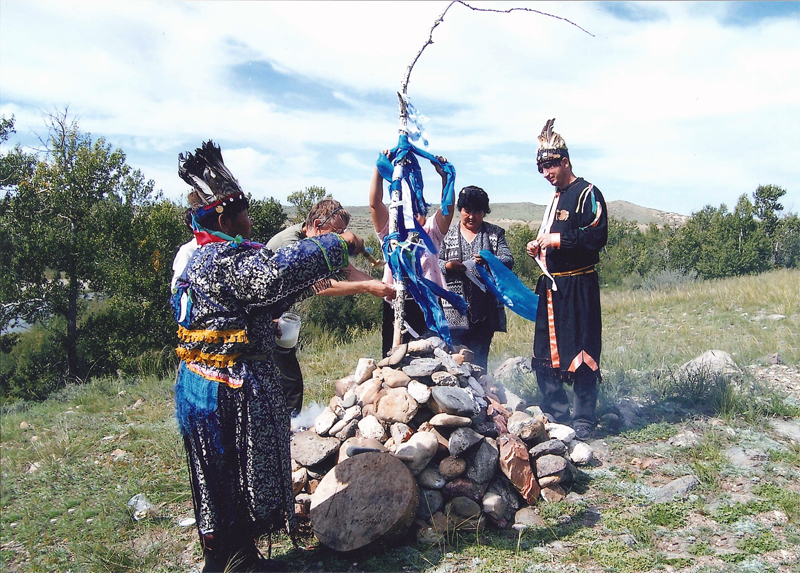
Chaman touvine consacrant un ovoo.

On en trouve majoritairement en Mongolie et les régions chinoises de Mongolie-Intérieure où la culture mongole est omniprésente.
Les Mongours de l'est du Qinghai honorent leurs divinités des montagnes au moyen de l'ovoo. Au sommet d'une montagne sacrée, on plante, à l'occasion de tsagaan Sar (équivalent de la fête du printemps chez les Mongols), un poteau censé permettre aux hommes de communiquer avec ces esprits. Autour du poteau, on empile des pierres, de préférence blanches, en un tas palissadé dans lequel on fiche des épieux, de longues flèches et des branches de cyprès. Des drapeaux de prière sont fixés au poteau et aux autres bouts de bois. À des cordes fixées au mât, on attache des os de mouton, de petits drapeaux de prière et des lambeaux de laine rouges. Souvent, des tas plus petits sont élevés à côté du tas central, devant lequel on a posé de grandes dalles pour servir de table à offrandes. Un mouton y sera sacrifié devant les villageois présents.
Les populations kalmoukes de la fédération de Russie, qui sont d'origine mongole et pratiquent le bouddhisme tibétain mêlé de chamanisme, élèvent, elles aussi, des ovoo, censés abriter les esprits des lieux et servant à accomplir divers rituels.
Au Tibet et dans le reste de l'espace himalayen tibétophone on les appelle Lhapsa.
Ovoo et lhapsa sont souvent dressés au col : le voyageur s'y arrête et ajoute sa pierre au tas pour manifester sa gratitude de ce que le voyage se passe bien.
Selon Gaëlle Lacaze, le culte des ovoo se généralisa pendant le premier tiers du XIXe siècle à la suite de l'intensification de la campagne de conversions au bouddhisme. Les ovoo se substituèrent aux « marques chamaniques du culte des ancêtres ». Toutefois, en se pérennisant dans les pratiques populaires mongoles, ce culte a perdu aujourd'hui ses connotations bouddhiques.

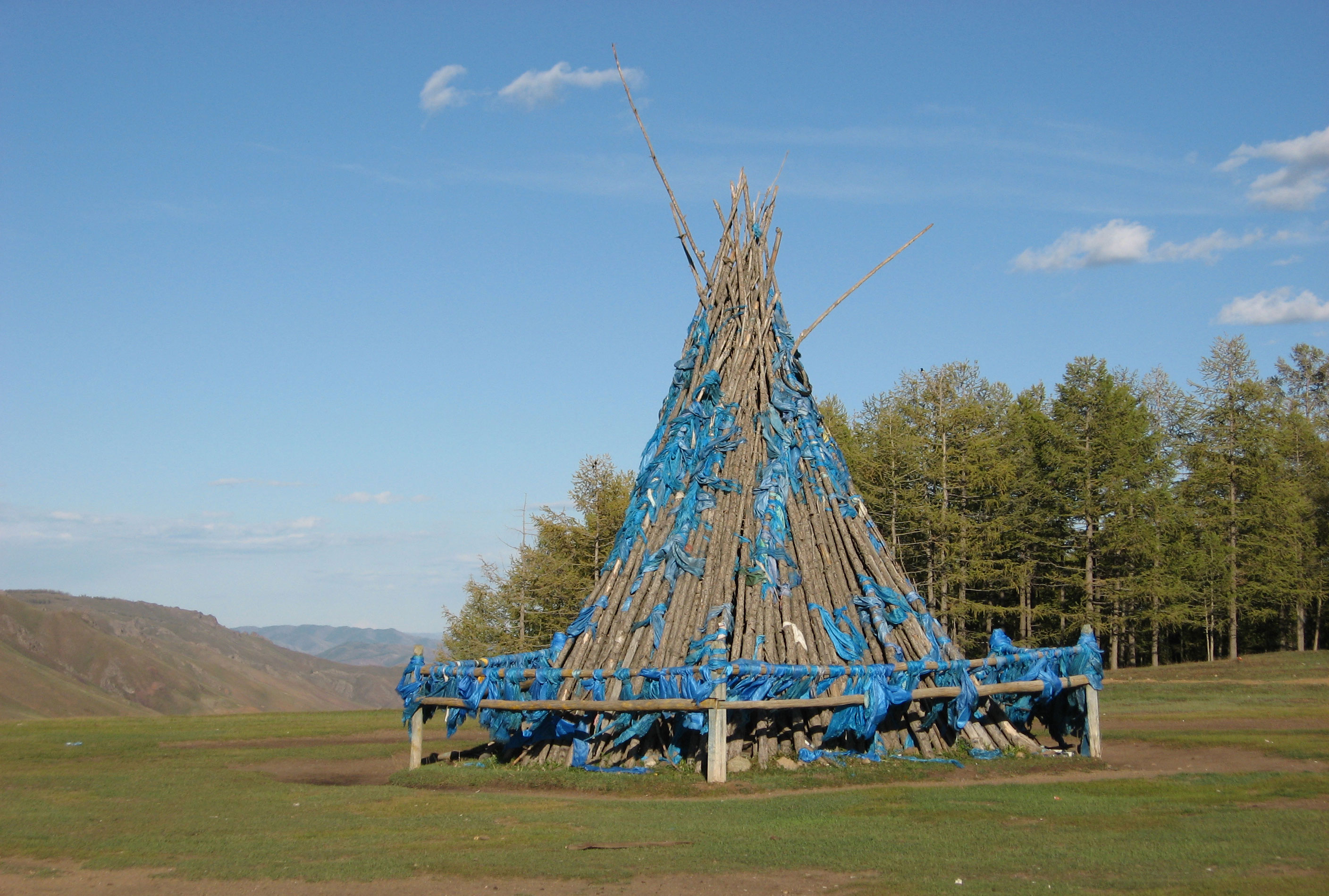
Ovoo en bois.
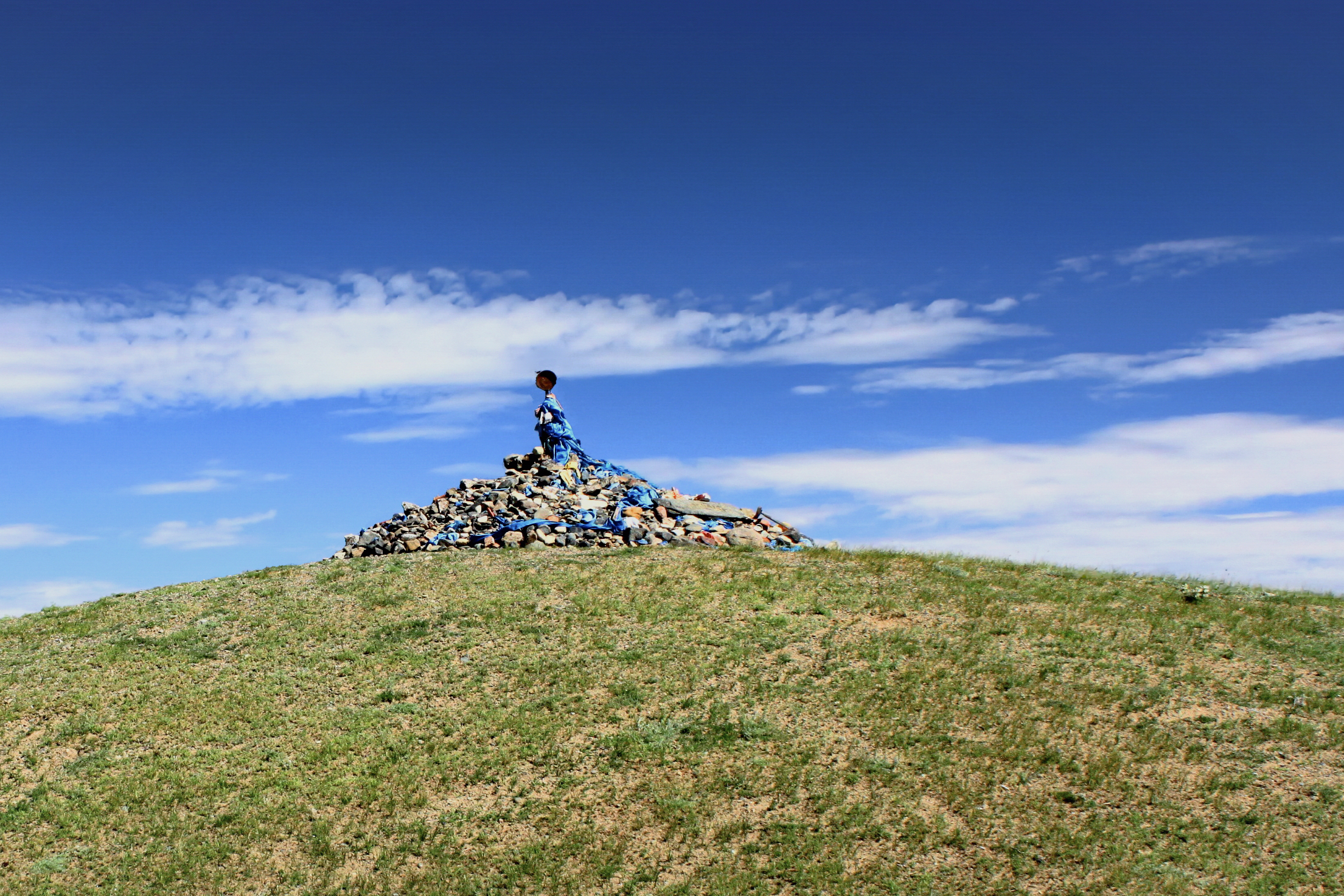
Ovoo dans l'aïmag d'Övörhangay.
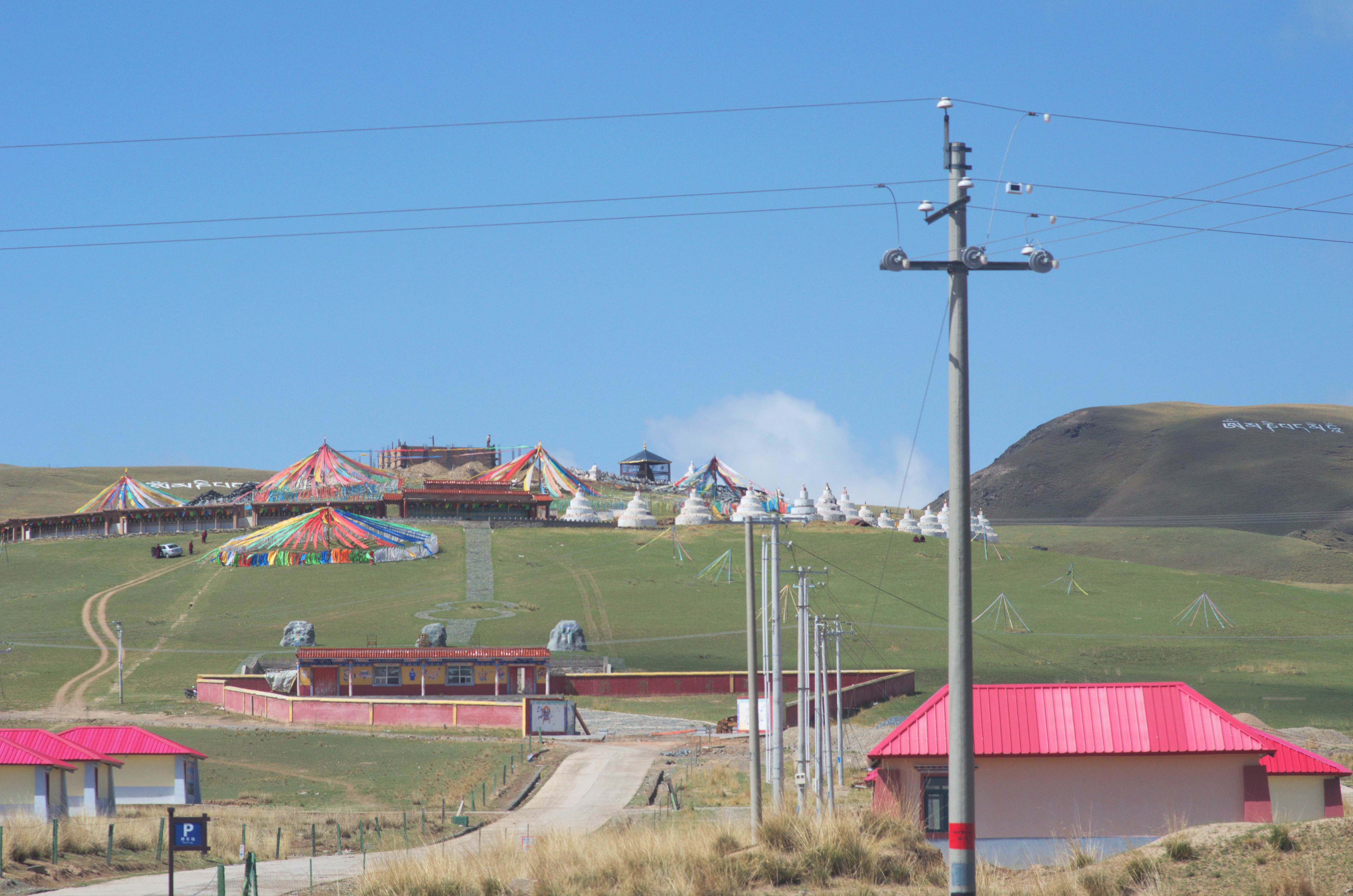
Ovoos sur le Mont Riyue, Qinghai.
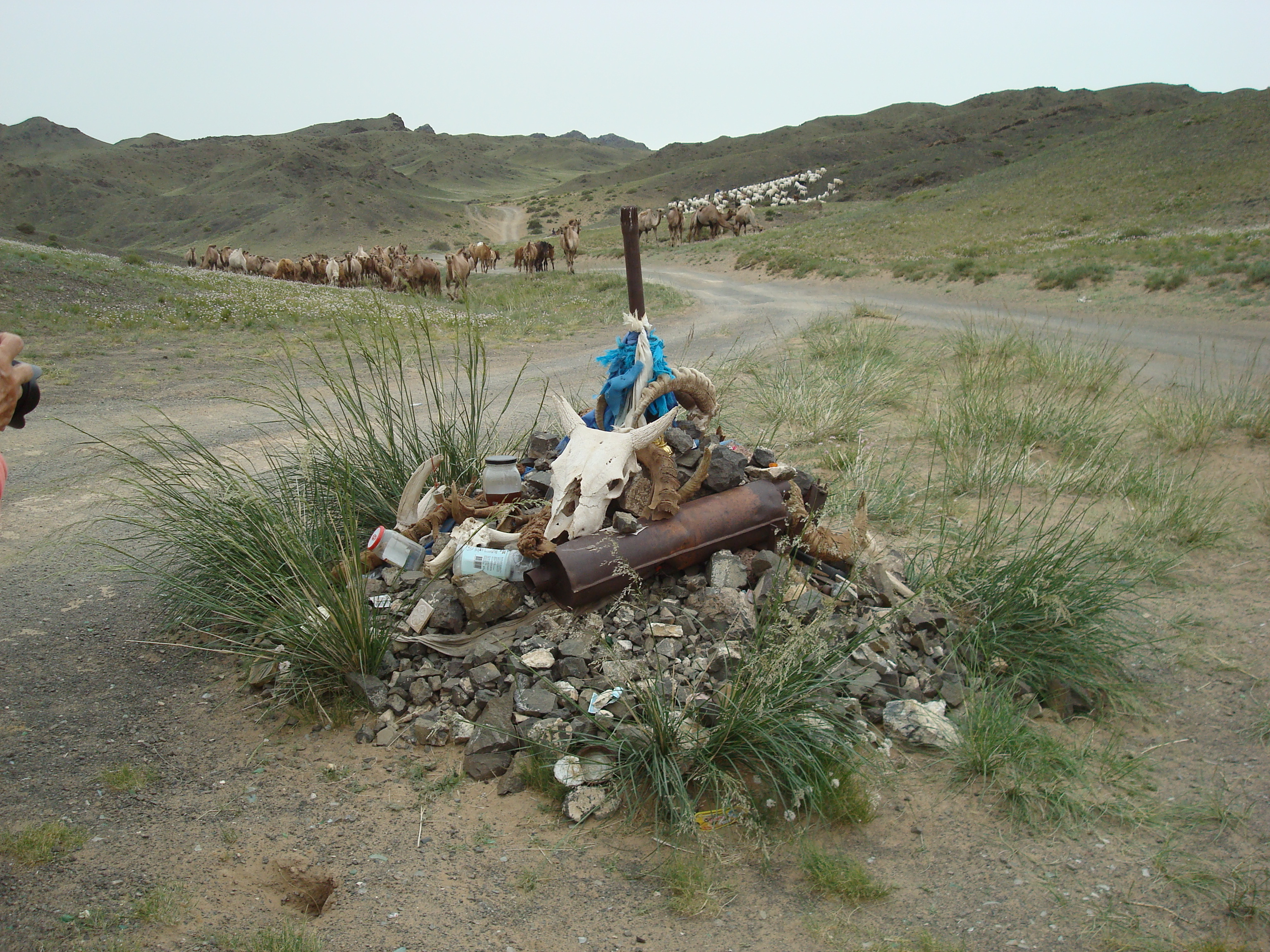
Ovoo comportant des crânes d'animaux, aïmag d'Ömnögovi.
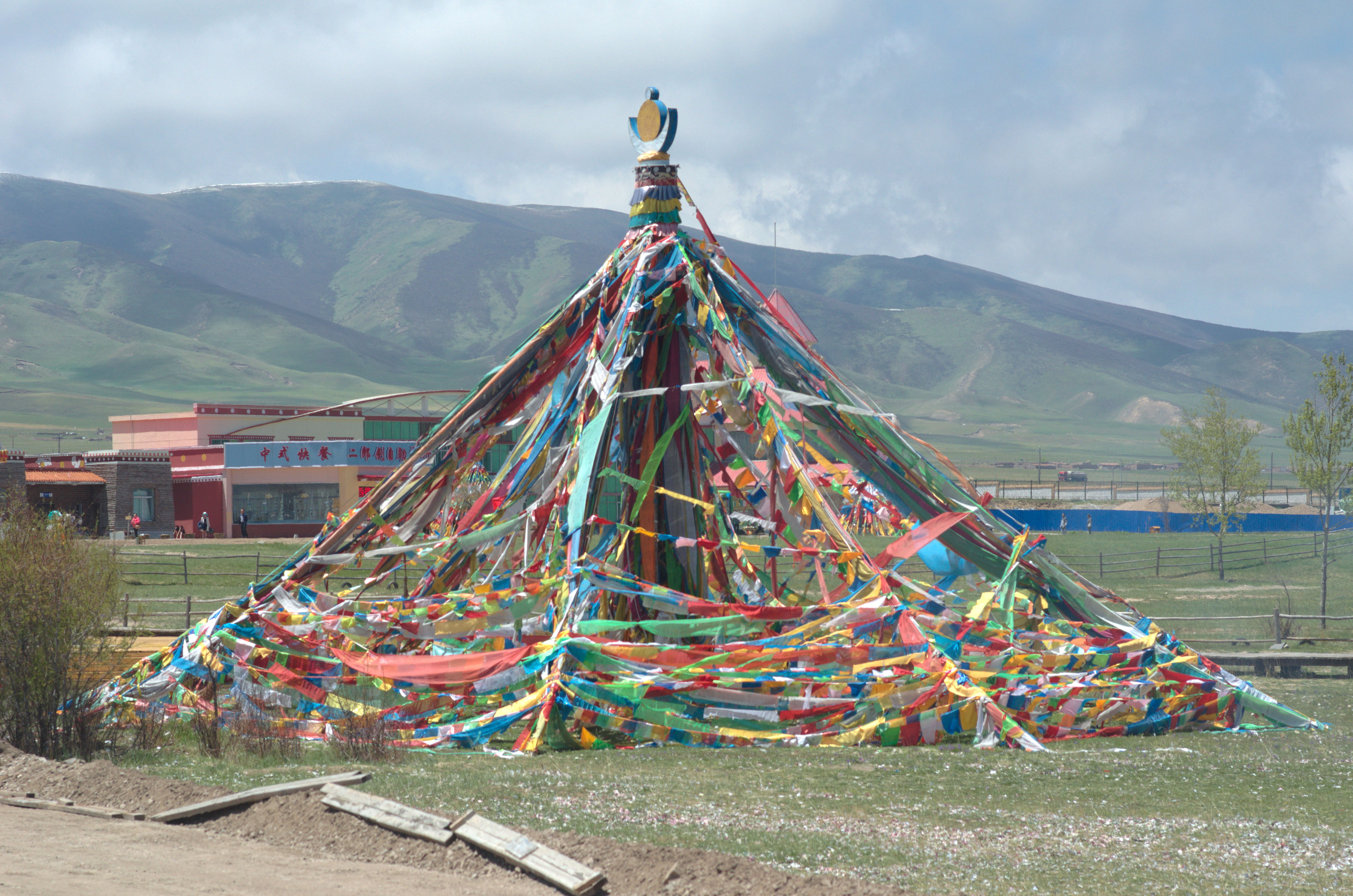
Ovoo composé d'un poteau vertical au bord du lac Qinghai.
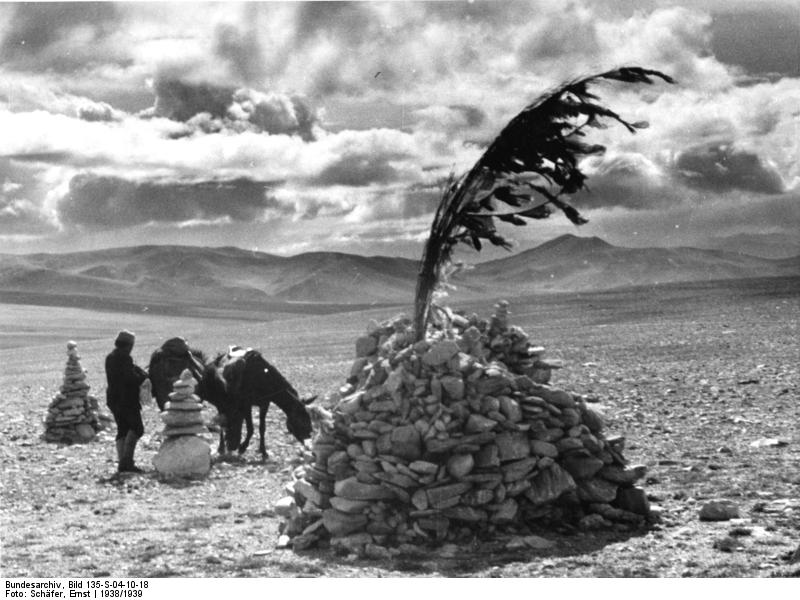
Obo au passage du col de Kongra La (sv)(Ernst Schäfer, 1939).
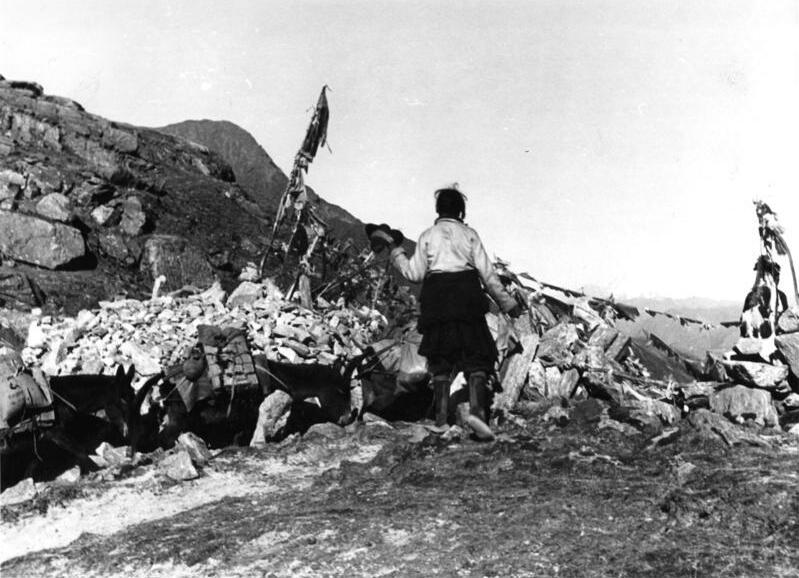
Cairn au passage du col de Nathu (Ernst Schäfer, 1939).
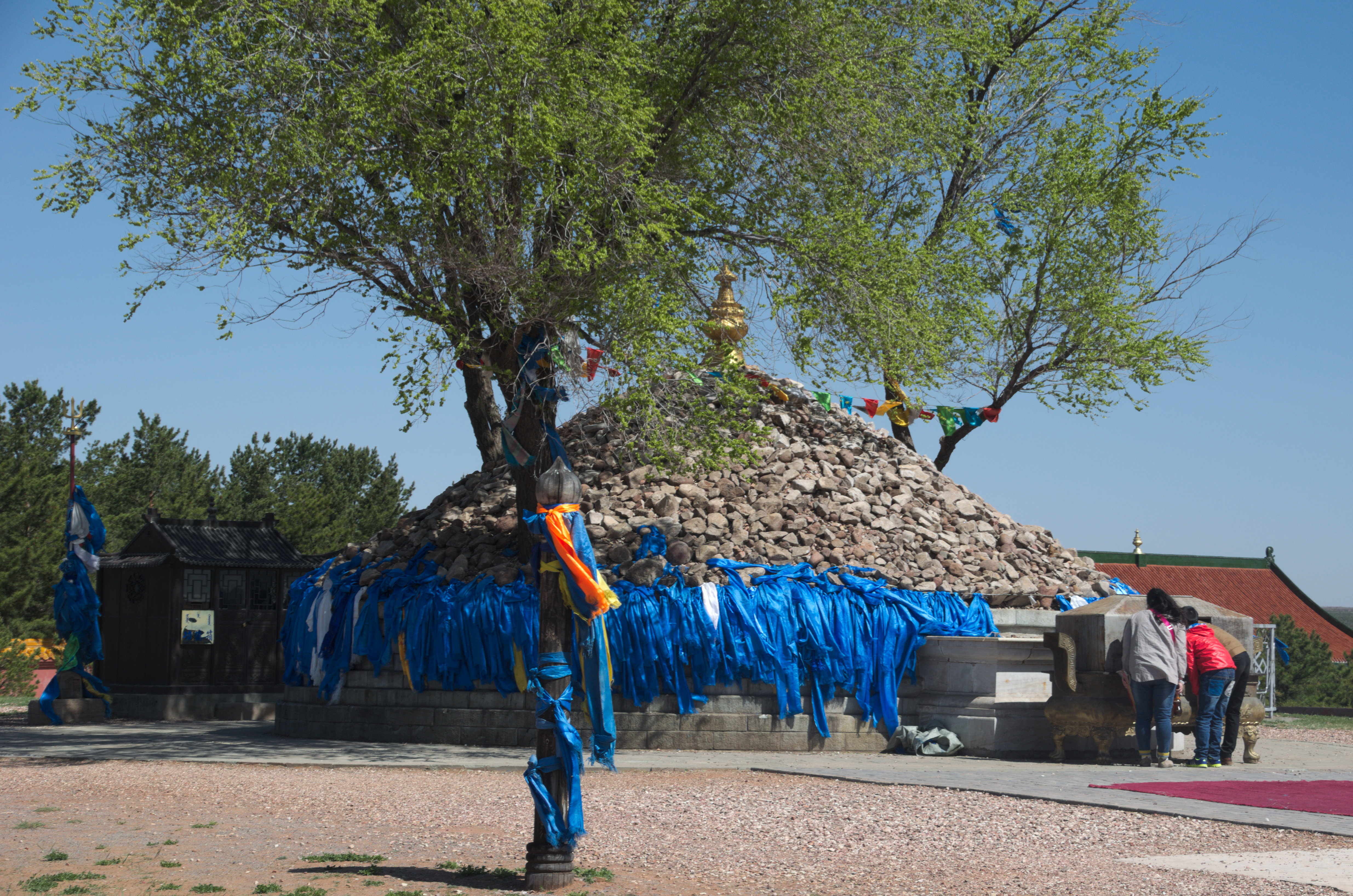
ovoo du mausolée de Genghis Khan à Ordos